# Jonathan LaPaglia
Jonathan LaPaglia (ur. 31 sierpnia 1969 w Adelaide) – australijski aktor i reżyser.

## Życiorys
Urodził się w Adelaide jako najmłodszy z trzech synów Holenderki Marii Johannes (z domu Brendel) i Eddiego LaPaglii, pół-Włocha i pół-Australijczyka, automechanika i hurtownika samochodów. Ma dwóch starszych braci: aktora Anthony’ego (ur. 31 stycznia 1959) i Michaela, sprzedawcę samochodów w Los Angeles.
Ukończył prywatną uczelnię rzymskokatolicką Rostrevor College w Woodford oraz wydział medycyny i chirurgii na Uniwersytecie Adelajdy w Adelaide w Australii Południowej. Przez trzy lata pracował jako lekarz szpitalnego oddziału ratunkowego w Adelajdzie, Sydney i Londynie. W 1994 przeniósł się do Nowego Jorku, gdzie w 1996 studiował aktorstwo przy Circle w The Square Theatre School.
Swoją karierę na małym ekranie zapoczątkował rolą detektywa Tommy’ego McNamary w serialu Fox Ulice Nowego Jorku (1996–1997). Następnie trafił na kinowy ekran w komedii Woody’ego Allena Przejrzeć Harry’ego (1997) z udziałem Kirstie Alley, Demi Moore, Robina Williamsa i Mariel Hemingway. Zagrał potem postać Stana, który po długiej walce z chorobą nowotworową próbuje normalnie żyć, w niezależnym filmie Gra w życie (1998) z Amandą Peet, który otrzymał nagrodę na festiwalu filmowym w Houston. 
Wystąpił serialach: science-fiction Misja w czasie (1998–2001) w roli porucznika Franka B. Parkera, CBS Bez pardonu (2001–2004) jako detektyw Kevin Debreno oraz pilotażowym odcinku Bracia i siostry jako homoseksualny Kevin Walker, lecz został zastąpiony przez Matthew Rhysa.

## Życie prywatne
W 1998 poślubił Ursulę Brooks. Mają córkę. Zamieszkali w Santa Monica, w stanie Kalifornia.

## Wybrana filmografia

### Seriale telewizyjne
- 1996–1997: Ulice Nowego Jorku (New York Undercover) jako detektyw Tommy McNamara
- 1998: Prawo i porządek (Law & Order) jako Frank Russo
- 1998–2001: Misja w czasie (Seven Days) jako porucznik Frank B. Parker
- 2007: Rodzina Soprano (The Sopranos) jako Michael Cleaver
- 2008: Agenci NCIS (Navy NCIS: Naval Criminal Investigative Service) jako agent specjalny FBI Brent Langer
- 2008: Kości (Bones) jako Anton Deluca
- 2008–2009: Dowody zbrodni (Cold Case) jako A.D.A. Curtis Bell
- 2013: Pod dnem (Pionér) jako Ronald